# 僕は恋に夢中
『僕は恋に夢中』（英: Addicted to Love）は、1999年に製作された日本映画。吉行由実監督作品。
2001年7月20日、第10回東京国際レズビアン&ゲイ映画祭にて上映された。

## キャスト
- タダシ：佐藤幹雄
- 岡田智宏
- ヒロキ：深山洋貴
- シンジ：森士林
- コータ：和田智
- 朝比奈順子